# Hedong

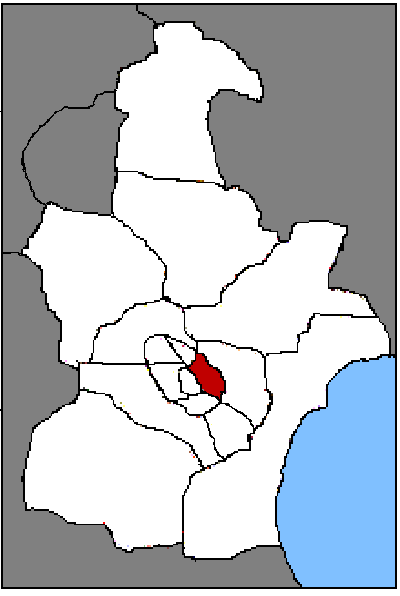
Lage Hedongs in Tianjin

Hedong (河东区) ist ein Stadtbezirk der regierungsunmittelbaren Stadt Tianjin in Nordchina. Hedong hat eine Fläche von 42,18 km² und 858.787 Einwohner (Stand: Zensus 2020).
Im Stadtbezirk Hedong befindet sich die Stätte des Tianfei-Palastes, welche auf der Denkmalliste der Volksrepublik China steht.

## Administrative Gliederung
Auf Gemeindeebene setzt sich Hedong aus 13 Straßenvierteln zusammen. Diese sind:
- Straßenviertel Dawangzhuang (大王庄街道);
- Straßenviertel Dazhigu (大直沽街道);
- Straßenviertel Zhongshanmen (中山门街道);
- Straßenviertel Fuminlu (富民路街道);
- Straßenviertel Erhaoqiao (二号桥街道);
- Straßenviertel Chunhua (春华街道);
- Straßenviertel Tangjiakou (唐家口街道);
- Straßenviertel Xiangyanglou (向阳楼街道);
- Straßenviertel Changzhoudao (常州道街道);
- Straßenviertel Shanghanglu (上杭路街道);
- Straßenviertel Dongxin (东新街道);
- Straßenviertel Lushandao (鲁山道街道);
- Straßenviertel Tianjin Tiechang (天津铁厂街道).